# Herpetacanthus tetrandrus
Herpetacanthus tetrandrus är en akantusväxtart som först beskrevs av Christian Gottfried Daniel Nees von Esenbeck och Carl Friedrich Philipp von Martius och fick sitt nu gällande namn av Wilhelm Franz Herter. Herpetacanthus tetrandrus ingår i släktet Herpetacanthus och familjen akantusväxter. Inga underarter finns listade i Catalogue of Life.